# Mel de cacau
O mel de cacau é uma bebida produzida a partir da polpa do cacau por decantação natural, prensagem natural ou mecânica. O mel de cacau é predominantemente aquoso, pouco viscoso, contém açúcares redutores como frutose e sacarose, compostos bioativos com atividade antioxidante, fibras alimentares, altos teores de vitaminas como vitamina C e minerais essenciais como potássio, sódio, cálcio, ferro, manganês e zinco. A bebida é um subproduto da produção de chocolate e pode ser utilizado como adoçante, consumida in natura ou utilizada em preparações culinárias. É doce e ácida com pH entre 3,4 e 3,6.

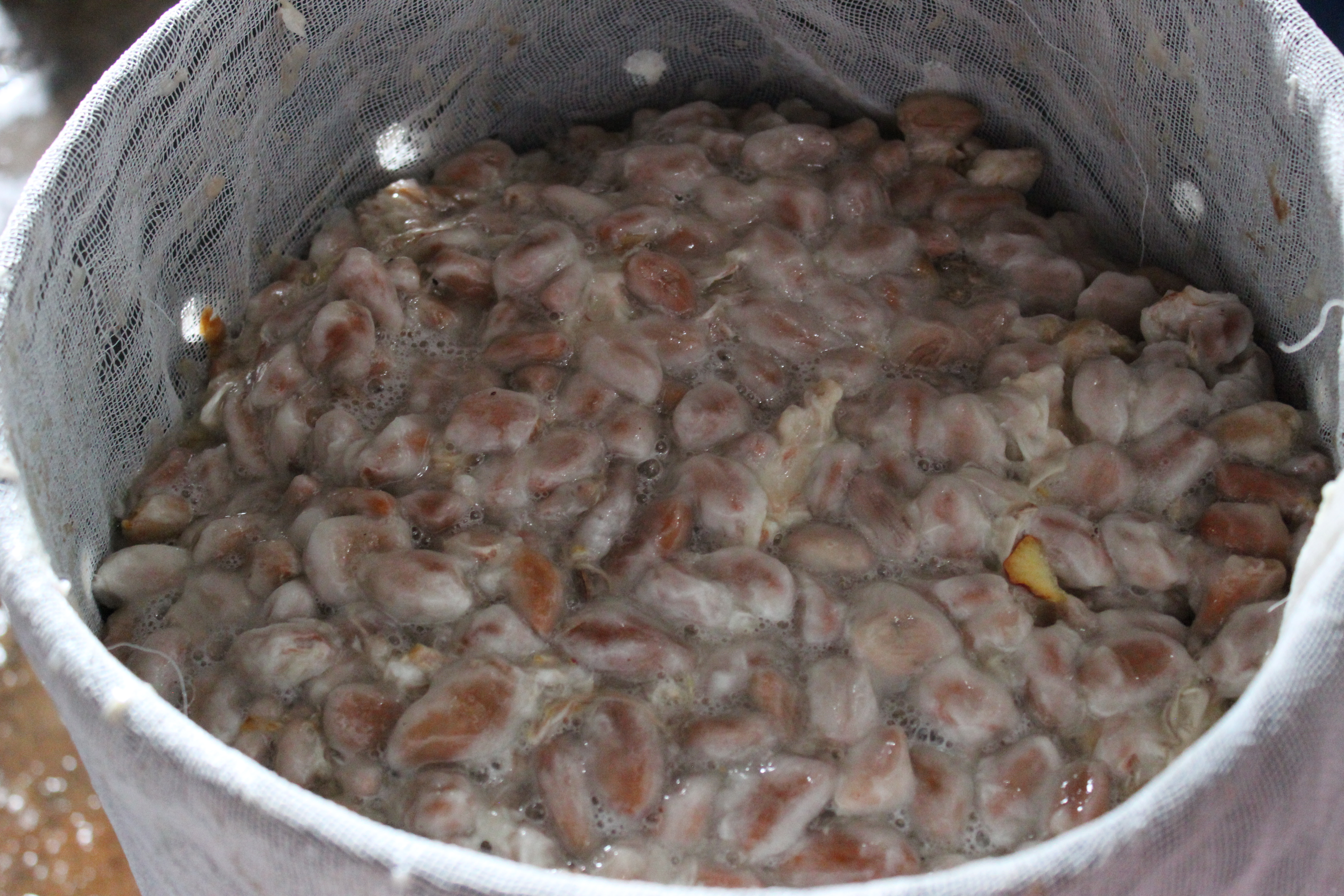
Polpa de cacau já dentro da prensa, prestes a ser prensada para extrair o mel

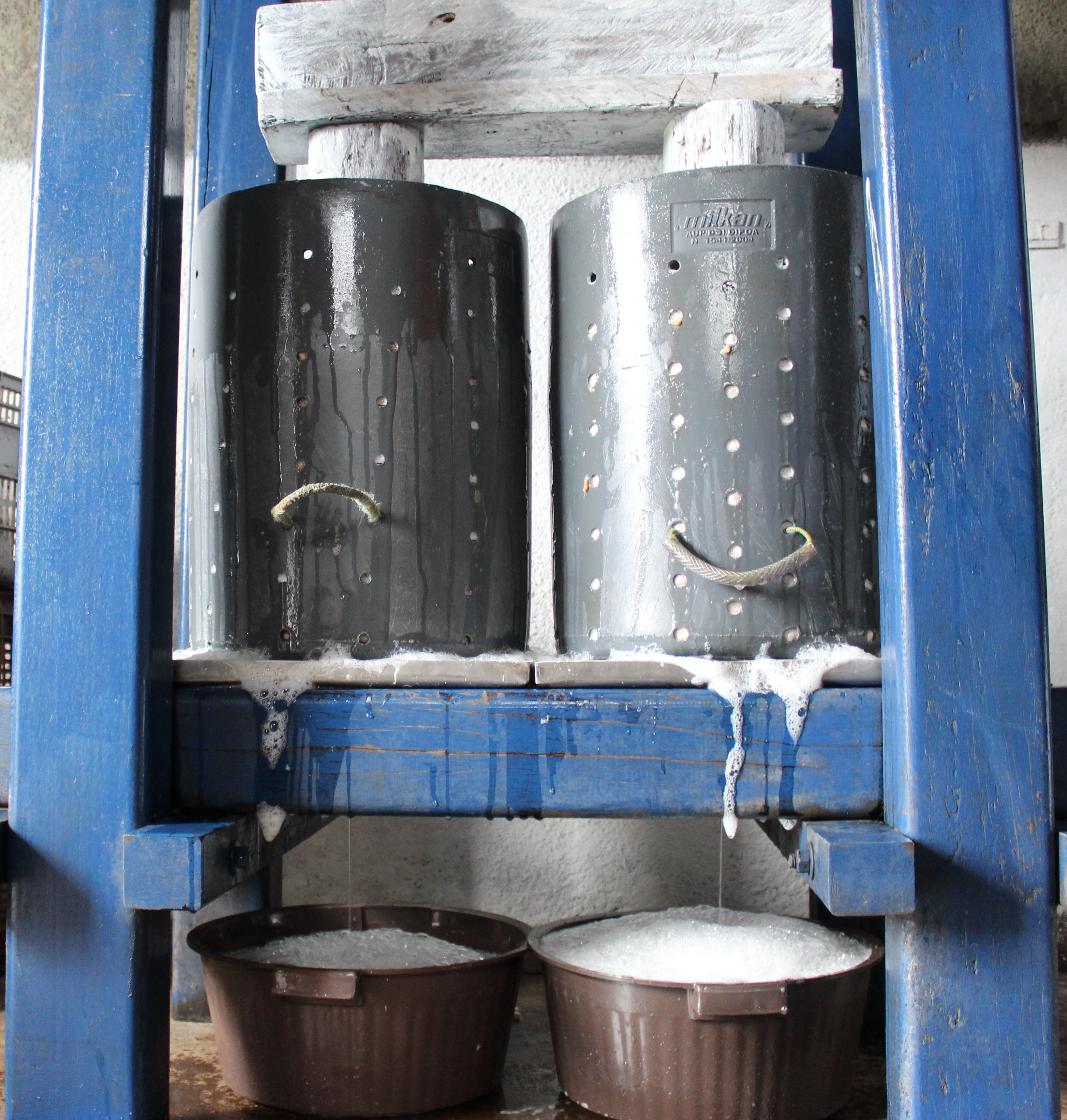
Prensa hidráulica extraindo o mel de cacau

Devido à presença de açucares redutores e leveduras, o mel de cacau é perecível nas condições ambiente. Por isso, geralmente, o mel de cacau é consumido nas regiões próximas às fazendas de cacau. Para ser comercializado em regiões mais distantes das regiões produtoras, o mel de cacau é congelado ou pasteurizado. Os compostos fenólicos e flavonoides presentes no mel de cacau vem também sendo estudado no contexto da fabricação de cosméticos.

## Cultura popular
O mel de cacau foi citado por Jorge Amado no livro Cacau de 1934, que menciona que os funcionários das fazendas precisavam "dançar sobre os caroços (de cacau) pegajosos e o mel aderia aos pés".